# Heusenstamm
Heusenstamm è un comune tedesco di  19 306 abitanti, situato nel land dell'Assia.
Storicamente, nel XVIII secolo, fu sede di una contea autonoma (sovrana)  appartenente alla nobile famiglia Schonborn fino al 1806, quando fu annessa prima dai Principi di Isenburg-Birstein, e quindi passò al Granducato d'Assia. 
Il grandioso castello, eretto dal 1661, fu sede di un ramo autonomo, estinto nel 1801, della celebre famiglia Schonborn, per poi passare al ramo principale di Wiesentheid.

## Monumenti
- La chiesa parrocchiale cattolica di santa Cecilia (Pfarrkirche St. Cäcilia): questa chiesa barocca fu costruita tra il 1739 e il 1741 su progetto dall'architetto tedesco Johann Balthasar Neumann; gli affreschi sulla volta sono opera di Christoph Thomas Scheffler.

- castello barocco dei Conti Schonborn, eretto dal 1661